# Còdex Squarcialupi
El  Codex Squarcialupi  (Florència, Biblioteca Medicea Laurenziana, Med Pal. 87) és un manuscrit il·luminat, compilat a Florència, Itàlia, al començament del segle xv. Dels manuscrit coneguts, és el que conté la major quantitat de música del Trecento italià. Rep el seu nom d'un dels seus propietaris, l'organista de la catedral de Florència Antonio Squarcialupi.
Consisteix en 216 folis de pergamí, ricament il·luminat i en bones condicions, motiu pel qual s'han preservat composicions musicals completes. El manuscrit inclou 146 peces de Francesco Landini, 37 de Bartolino da Padova, 36 de Niccolò da Perugia, 29 d'Andrea da Firenze, 28 de Jacopo da Bologna, 17 de Lorenzo da Firenze, 16 de Gherardello da Firenze, 15 de Donato da Cascia, 12 de Giovanna da Cascia, 6 de Vincenzo da Rimini i algunes altres peces musicals compostes per altres compositors. També conté setze folis en blanc, previstos per a música de Paolo da Firenze. És una font d'imatges de compositors del Trecento italià però no són retrats realistes, com que la majoria ja eren morts quan es fa fer el manuscrit.
Gairebé amb seguretat, el manuscrit va ser compilat a Florència, al monestir de Santa Maria degli Angeli, al voltant de 1410 - 1415. Possiblement, Paolo da Firenze en va supervisar la compilació, encara que aquest fet no ha estat provat. A més, l'omissió de la seva música ha estat un trencaclosques per als musicòlegs. El manuscrit va ser propietat de l'organista Antonio Squarcialupi cap a mitjan segle xv, després va passar al seu nebot, i posteriorment a la família dels Mèdici, que en va fer donació a la Biblioteca Palatina a començament del segle xvi. A la fi del segle xviii va passar a ser propietat de la Biblioteca Medicea Laurenziana.
En el primer foli del còdex està escrit: «Aquest llibre és propietat d'Antonio de Bartolomeo Squarcialupi, organista de Santa Maria del Fiore». Les il·luminacions estan fetes en or, vermell, blau i porpra.
Les més de 350 composicions del còdex són cançons seculars i poden ser datades entre 1340 i 1415. N'hi ha 226 ballates, 114 madrigals, 12 caccia. L'altra col·lecció musical important d'aquest període, el Codex Rossi (compilat entre 1350 i 1370), conté música anterior a aquest.